# The Wayne Manifesto
O Manifesto de Wayne (em inglês The Wayne Manifesto) é uma série infantil televisiva australiana exibida em seu país de origem pela ABC. No Brasil, a série foi exibida pela TV Cultura.
Baseada em uma série de livros de David McRobbie, a série conta a vida de Wayne Wilson, um garoto de 12 anos de idade, mostrando o mundo do jeito que ele gostaria que fosse em contraste com o modo como realmente é.
Ganhou um prêmio AFI em 1996 de Melhor Série Infantil.

## Elenco
- Jeffrey Walker — Wayne Wilson
- Remi Broadway — Rupert
- Brooke Harmon — Rosie
- Cassandra Magrath — Charlene
- Jah'shua McAvoy — Squocka
- Tracey-Louise Smith — Violet
- Ingrid Mason — Mrs. Pringle
- Rainee Skinner — Mãe de Wayne
- Nick Waters — Pai de Wayne

## Lista de episódios
1. Episódio 1 - A Wayne in a Manger
2. Episódio 2 - The Alien
3. Episódio 3 - This Guy Dellafield
4. Episódio 4 - A Slave to Fashion
5. Episódio 5 - Pizza
6. Episódio 6 - Rites and Wrongs
7. Episódio 7 - The Wayne Manifesto
8. Episódio 8 - There's Good in Everybody
9. Episódio 9 - Harris Weed
10. Episódio 10 - You Can't Take Him Anywhere
11. Episódio 11 - Junk
12. Episódio 12 - Work Experience
13. Episódio 13 - Wise Words
14. Episódio 14 - Now You See It, Now You Still See It
15. Episódio 15 - Fancy Dress
16. Episódio 16 - Wheels Within Wheels
17. Episódio 17 - Special Operations
18. Episódio 18 - Elementary, My Dear Squocka
19. Episódio 19 - Soap
20. Episódio 20 - Amy Pastrami Day
21. Episódio 21 - Witch Wayne
22. Episódio 22 - A Wayne's Gotta Do...
23. Episódio 23 - The Harder They Fall
24. Episódio 24 - Where's Wilson
25. Episódio 25 - Dad's Ad
26. Episódio 26 - Wayne in the Wings